# フリーマントル刑務所
座標: 南緯32度3分18秒 東経115度45分13秒 / 南緯32.05500度 東経115.75361度
フリーマントル刑務所（英語:Fremantle Prison）は、かつて西オーストラリア州のフリーマントルにて稼動していた刑務所である。6万平方メートルの敷地内には、刑務所、守衛詰所、脱走防止用の防御壁、コテージ、トンネル、そして囚人たちが残した芸術作品が存在する。
2010年には他の10の史跡と共に、UNESCOの世界遺産に「オーストラリアの囚人遺跡群」の1つとして登録された。

## 歴史

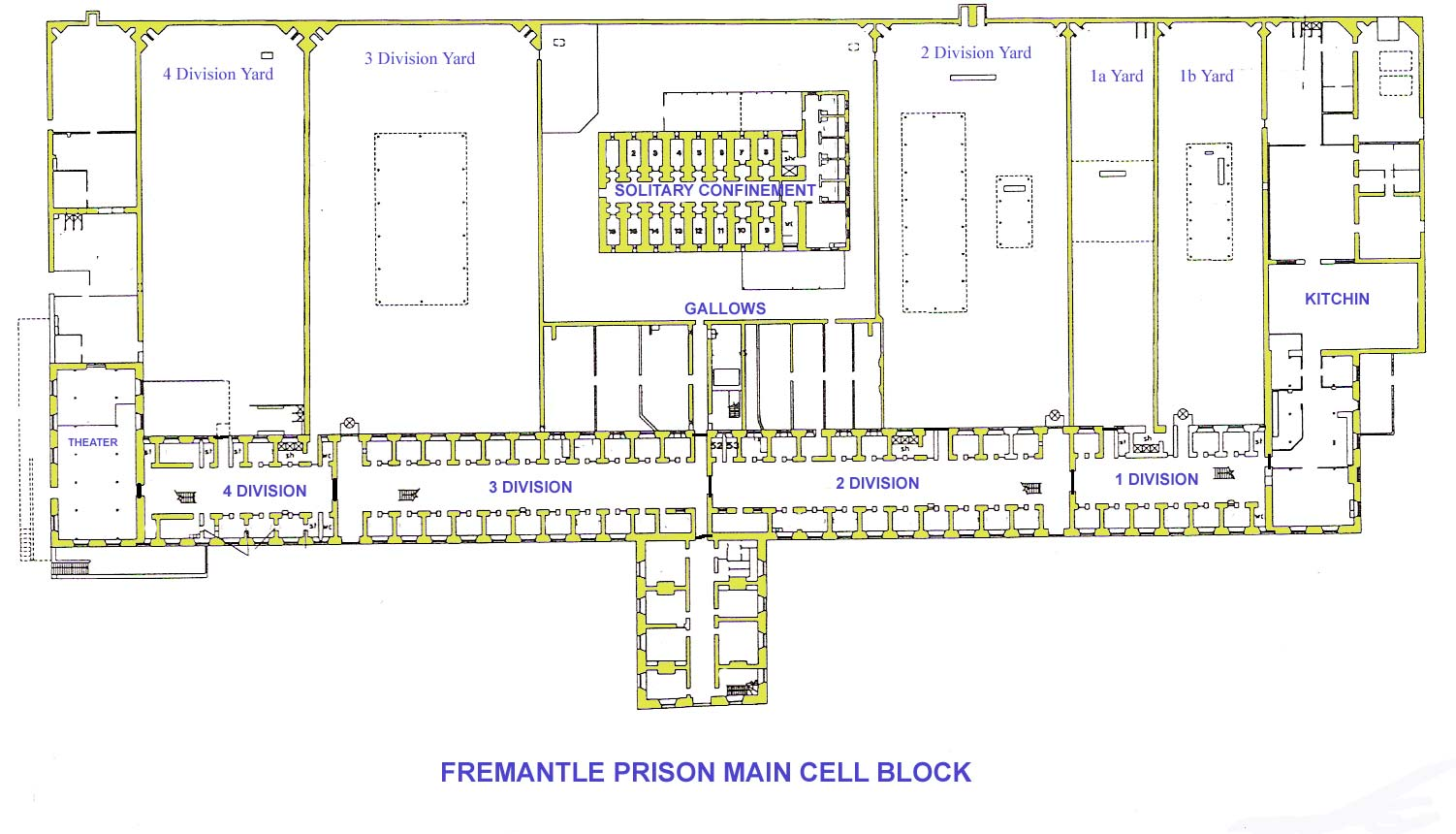
フリーマントル刑務所メインブロック

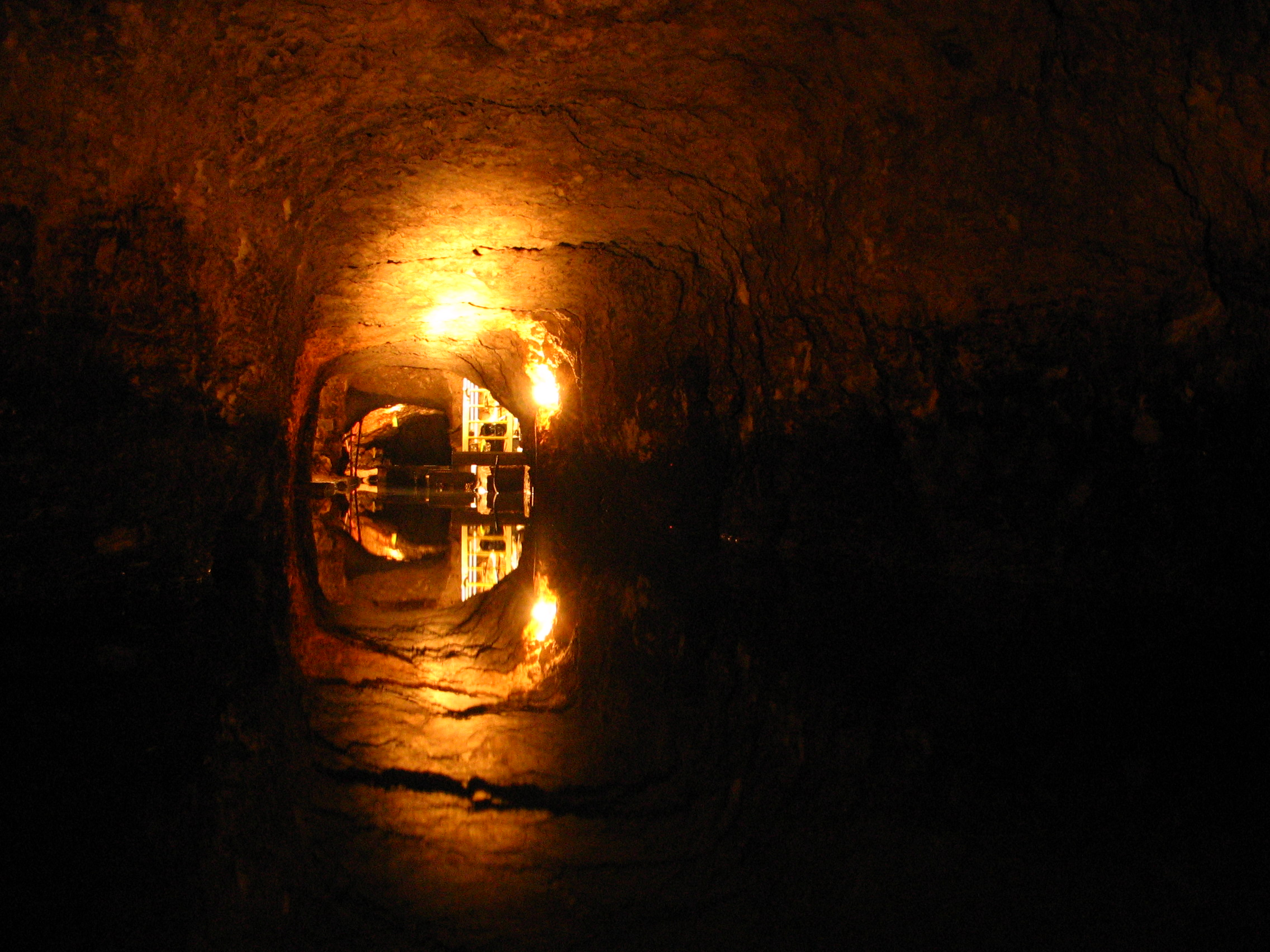
フリーマントル刑務所地下トンネル

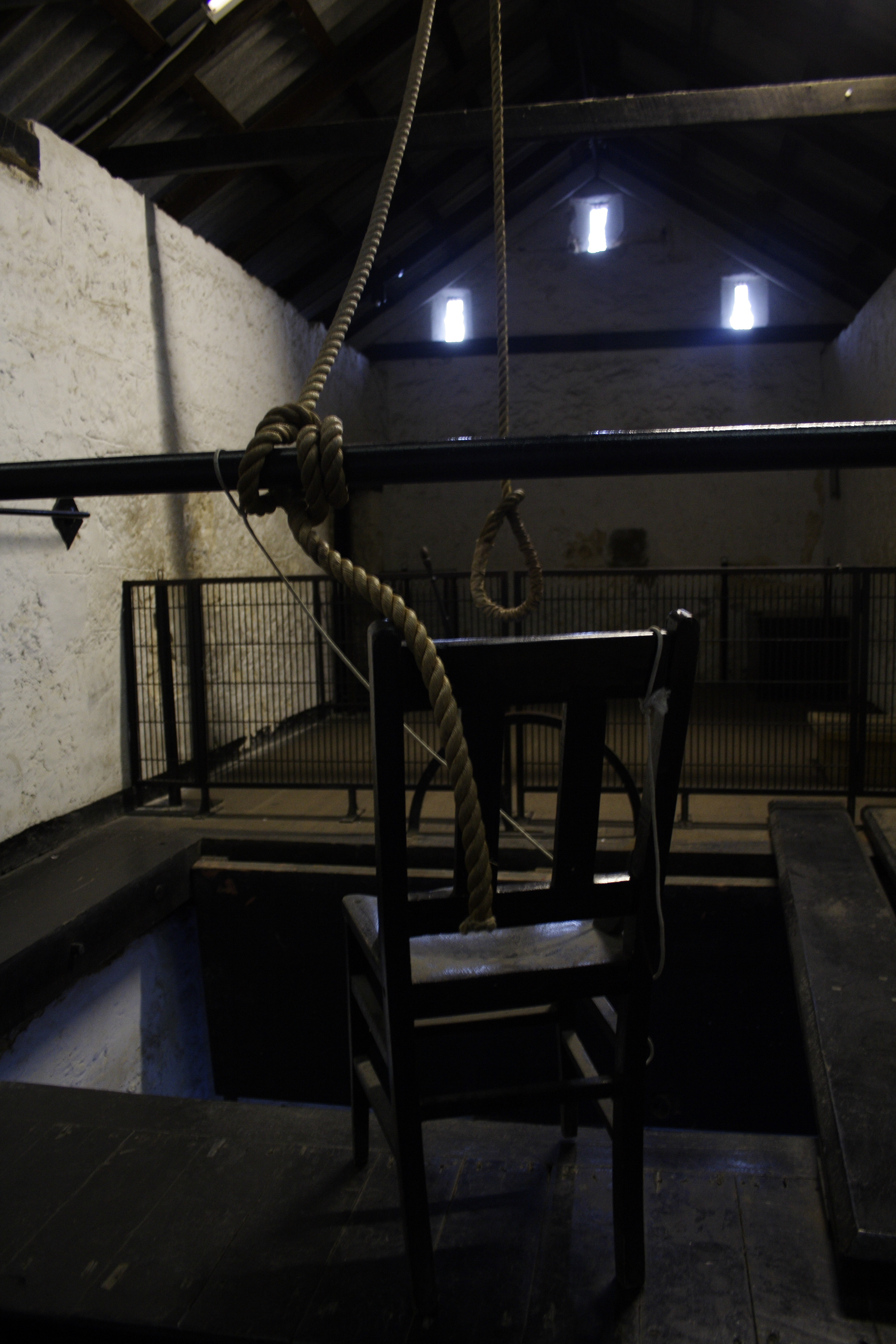
フリーマントル刑務所の絞首台。最後に使用されたのは1964年のこと。

フリーマントル刑務所が建設されたのは1850年のことである。この地域の自由民による殖民の開始は1829年のスワン川植民地（後に、西オーストラリア植民地に改名）の建設に始まる。1849年には、植民地の農民たちは、植民地政府に対してイギリス本国から熟練した労働者だった囚人の植民地への移送を要求していた。しかしながら、彼らの要求が本国に届くよりも先に75人の囚人を乗せたScindian号（en）がスワン川植民地に到着してしまったため、植民地側は何一つ囚人を受け入れる準備をしていなかった。Scindian号に同乗し、1850年に西オーストラリア流刑植民地総督に就任することとなるエドムンド・ヘンダーソン（en）は、植民地の準備がまったくできていないことを認めると、すぐに、囚人たちのための仮の住居を建設した。今日では、その住居は、エスプラネード・ホテルとして使用されている。
ヘンダーソンの指示を受けたジェームズ・マニングとヘンリー・レイ（en）の監督のもとで、囚人たちの労働力を用いて、石灰岩を切り出し、刑務所の建設に取り掛かった。1851年に始まった工事が終了したのは1859年のことであった。最初にこの刑務所に囚人が収監されたのは1855年のことであった。このときの刑務所のモデルはイングランドにあるペントンヴィル刑務所（en）であった。
刑務所の建設が完了すると、しばしば囚人たちは、パース・タウン・ホールやフリーマントル避難所（今日のフリーマントル芸術センター（en））の建設に参加した。囚人たちが建設した当時のフリーマントル刑務所は非公式には、ライムストーン・ロッジ（石灰岩でできたロッジ）と呼ばれていた。
1868年、西オーストラリアへの流刑処置が廃止された。そのため、西オーストラリアにおける流刑囚人の数が徐々に減ることとなった。1886年、刑務所はフリーマントル刑務所と名前を変え、西オーストラリア植民地政府の管轄となった。地元西オーストラリアでの囚人が西オーストラリア最大の刑務所となったフリーマントル刑務所へと移動することとなった。西オーストラリアへの流刑処置の廃止は他の州と比較しても遅く、他の州は、1853年に終了している。ライムストーン・ロッジ当時のパン工場は、女性囚人の住居として生まれ変わることとなった。1970年にパース北東部にあるバンディアップ女性刑務所に移動するまで、女性囚人は随時60人程度が収監されていた。その後、フリーマントル刑務所内の女性囚人収監施設は刑務所の受付となった。
建物を建設している際に、6本のシャフトが石灰岩層から刑務所の東側にある帯水層に沈められた。この目的は、囚人に新鮮な水を供給するためのものである。刑務所内で利用されていた水の水質はパース市内よりも上質であったことから、囚人たちは、年間に5,500万リットルの水をくみ上げる作業を手作業で従事することとなり、くみ上げられた水はパース市内に運ばれた。1888年に、蒸気ポンプが備えられたことで、囚人たちはくみ上げ作業から解放された。
1896年、刑務所の地下20メートルの所に、トンネルを掘削することになった。その目的は、さらに多くの地下水をくみ上げることにあった。トンネルの建設には、厳しい環境の中で、囚人たちを酷使することによって実行された。トンネルの利用可能部分は1キロメートルを越えたが、1910年になると、刑務所地下のトンネル施設は放棄され、建設工事に使われた道具や設備もそのまま放置された。その後、このトンネルはこの地域の都市伝説を色々と生むようになった。
1907年、西オーストラリア州にもゴールドラッシュが到来するようになると、この地域の人口は急速に拡大することとなった。そのため、囚人たちの労働力でもって、ロットネスト島（en）から石灰岩を切り出し、住宅の建設が実行され、市街地が拡大された。この時期に、ジェレミー・ベンサムの影響を受けたパノプティコンも建設された。この当時の市街地の建設には、死刑囚も従事した。
第一次世界大戦から第二次世界大戦が終了するまでの間、オーストラリア陸軍がフリーマントル刑務所の一部を使用し、1939年9月から1946年6月までの間、陸軍は、軍事刑務所として使用した。陸軍は、近くのロットネスト島も軍事刑務所として使用された。
フリーマントル刑務所で最後の死刑が執行されたのは、1964年のことであった。最後の死刑執行者は連続殺人犯のエリック・エドガー・クック（en）であった。
1988年1月4日には、刑務所内の温度が52.2度にまで達したことから、囚人たちの暴動が発生した。70人の囚人たちは、刑務所の4区画を占拠し、15人の看守を人質に取った。この暴動の結果、防火施設に深刻なダメージを与え、180万オーストラリア・ドルの金額に達した（フリーマントル刑務所暴動）。
この事件をきっかけに、フリーマントル刑務所は閉鎖へ動き出すこととなった。1991年11月、フリーマントル刑務所は閉鎖され、当時収監されていた囚人たちは、パース南部のカジュアリナ刑務所（en）に移されることとなった。カジュアリナ刑務所は老朽化したフリーマントル刑務所に変わる最新鋭の刑務所として同年に建設が完成していた。

## 構造

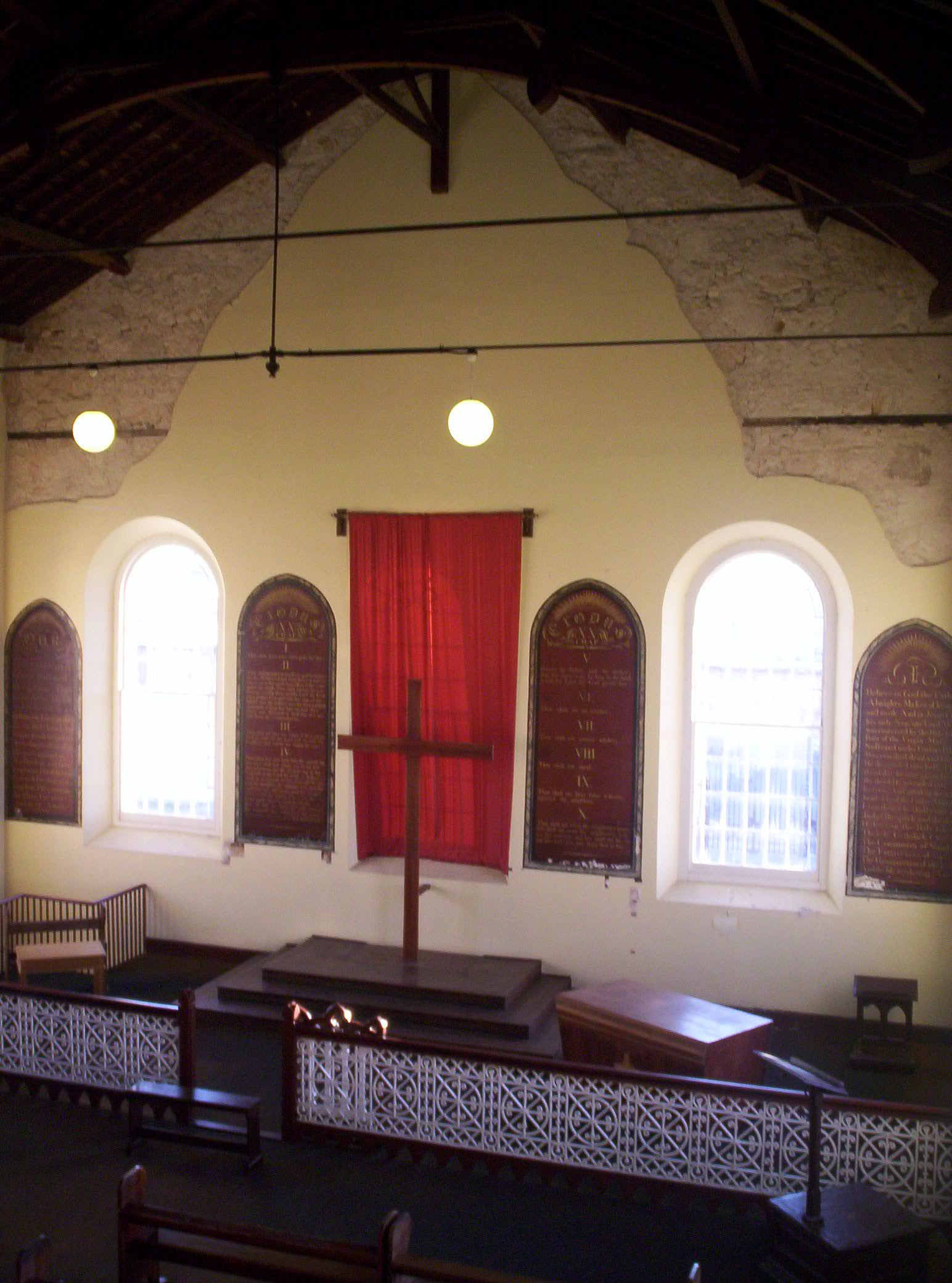
聖公会の教会

トーマス・ヒル・ディクソン（en）は9年間をかけて、刑務所のシステムを構築していった。ディクソンと共に働いたエドムンド・ヘンダーソンも矯正施設の建設に従事した。ヘンダーソンの刑務所建設の思想は、以下の言葉に集約される。
ヘンダーソンは、フリーマントル刑務所を建設するにあたり、ノーフォーク島でアレクサンダー・マッコンキー（en）が採用した矯正システムを採用することで、囚人たちの社会復帰を図った。ヘンダーソンは、体罰としての鞭打ちには反対の立場をとっており、また、女性囚人が西オーストラリア植民地に居住すること好意的に捉えていた。
1890年代、刑務所は複数の部分に分割された。そのうちのメインブロックには4つの建築物が増築された。
- 第1ディヴィジョン—比較的短期の刑期を務める囚人や13歳までの少年が収監された。
- 第2ディヴィジョン—暴力を伴わない重大犯罪を犯したものが収監された。
- 第3ディヴィジョン—暴行犯を収監した。
- 第4ディヴィジョン—長期の刑期を務める囚人及び殺人犯が収監された。

刑務所の主要ブロックには、独房が設けられると同時に、絞首台と2つの教会も設けられた。
絞首台で死刑が執行されたのは、西オーストラリア州で死刑が合法であった1888年から1965年までの間であり、44人の死刑囚に対して死刑が執行された（内、女性は1人）。

マイケル・ボスワースは、看守は、鞭打ちを執行することに対して嫌悪していたとし、1853年には、実行されなくなったと記す。
とはいえ、1943年には、最後の鞭打ち刑が執行されている。
刑務所内の2つの教会は、1つは、プロテスタントの教会、もう1つがカトリックの教会である。聖公会の祭壇の裏側には、モーセの十戒がある。モーセの十戒の第6番目の文章はイギリス国教会でより一般的な訳語である"thou shalt not kill"ではなく、あまり一般的でない"thou shalt do no murder"が採用されている。教会内のもっとも有名なものは、幼児殺人犯のマーサ・レンデルの顔で、教会内部からではなく、教会の外側から見ることが可能である。

## 刑務所内の芸術
フリーマントル刑務所では、囚人の矯正に芸術を用いたこともあり、刑務所内には、複数の美術品が残っている。刑務所の多くの独房と刑務所のいたるところに、囚人たちが残した絵画が残っている。表向き、絵画等の創作活動は刑務所内で禁止されていたが、創作活動が囚人たちの気を安らげる効果があることが分かったことから、ある程度は大目に見られていた。
囚人現代画家のデニス・ノズワーシーは、絵画を死刑執行直前に始めた。彼の作品の一部が今日では、カーティン大学やパース中央TAFE、西オーストラリア州司法省で見ることが可能である。
また、作者不明のアボリジニーによる絵画もフリーマントル刑務所の独房に残されている。

## 保存と世界遺産登録

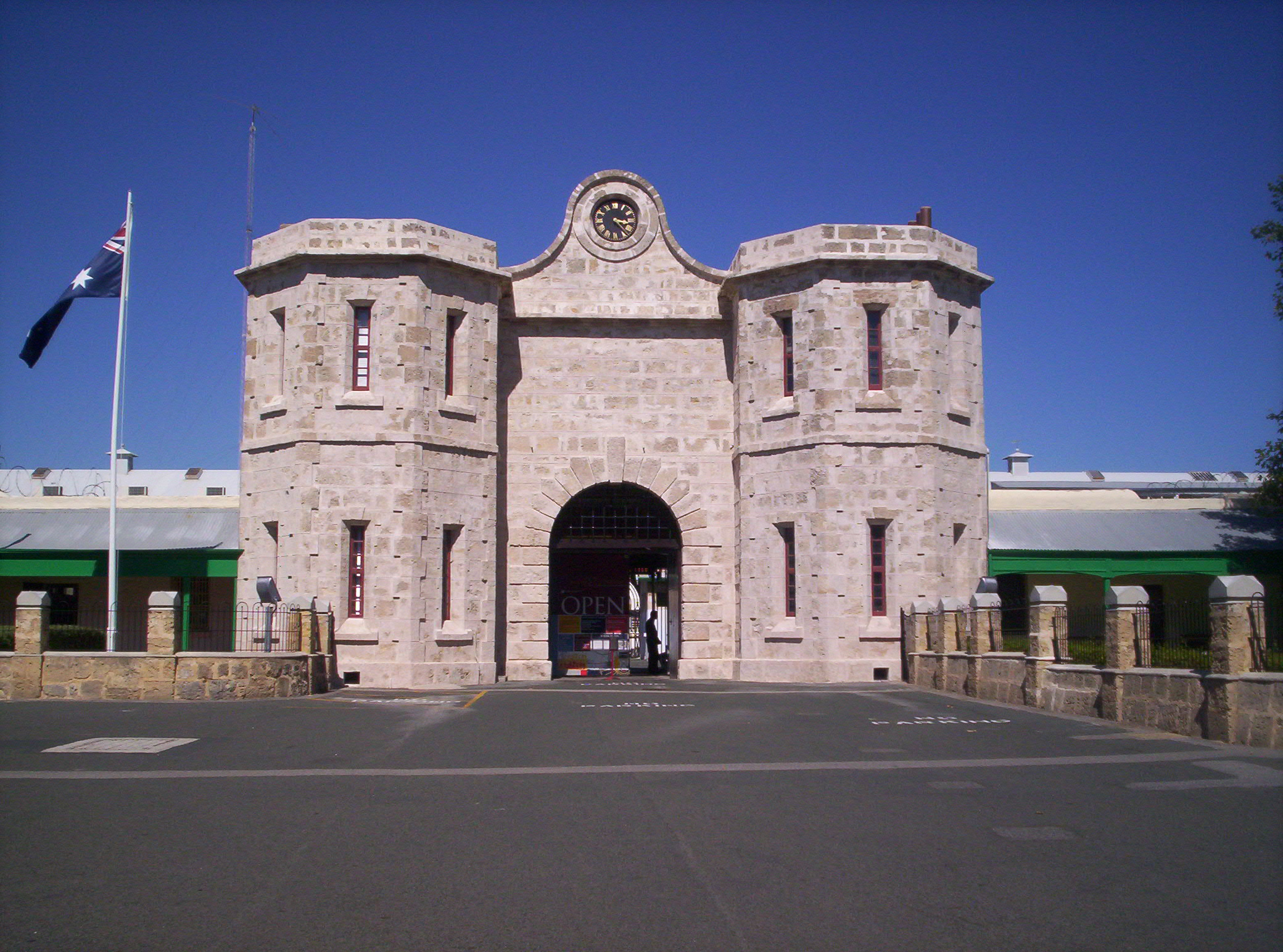
再建されたメイン・ゲート。

フリーマントル刑務所の建築物群は、10年間のリース契約を持って、フリーマントル・ガーディアンズにリースされた。ガーディアンズの手によって、刑務所の建築物群は、丁寧な修復が施されることとなった。10年間のリース契約が満了したことを持って、2001年、再び、刑務所の建築物群は、州政府が管轄することとなり、長期の保存政策が採られるようになった。
2005年8月には、刑務所の入口エリアの修復作業が実施された。老朽化が著しかったコンクリート製の門は取り除かれ、石灰岩製の門がリニューアルされたのはその年の10月のことである。この修復作業は、フリーマントル刑務所の長期保存のための修復作業3年計画の一環として実行された。
フリーマントル刑務所は、今日では、囚人たちの手によって建設された建築物群の中でも最も状態がいいものの1つとして、認識されており、2005年には、オーストラリア国家遺産リスト（en）に登録された。その後、2010年、UNESCOの世界遺産に、他のオーストラリア国内の建築物群と共に、「オーストラリアの囚人遺跡群」として、登録された。
1992年の刑務所閉鎖以来、博物館として使用されているが、刑務所保存の政策は一貫して、刑務所の保存に深刻な損害を与えないことに尽きる。その結果、2005年までに、毎年13万人以上の訪問者が訪れる施設となった。刑務所内に設けられている聖公会の教会においては、結婚式の式場となっており、新造されたエリアは、今日では、ニュー・ビジネス・エンタープライズ・センターとして使用されている。また、かつて、刑務所内の病院だったエリアは、フリーマントル子供文学センターとして、女性囚人が収監されたエリアは、今日では、芸術学校となっている。
刑務所内のツアーは毎日実施されており、懐中電灯を用いてのツアーは、週に2回実施されている。懐中電灯は、１階の刑務所部分を見学することを容易にする。しかしながら、2階以上の部分のいくらかの部分は見学が不可能となっている。トンネル見学ツアーに参加することで、観光客は、地下20メートルに建設されたトンネルを見学することが可能である。地下20メートルのトンネルに入るためには、ハーネスを用いて、はしごを降りる必要がある。また、刑務所は聖金曜日とクリスマスは閉館される。

## 有名な囚人
- ブレンダン・アボット（en）--「葉書強盗」。1989年11月24日に脱獄した際には、看守の制服を着ていた。
- エリック・エドガー・クッキー（en）-- 1964年10月26日に、フリーマントル刑務所で最後に死刑執行された連続殺人犯。
- ムーンダイン・ジョー（en） -- 19世紀の囚人で、脱走した芸術家として有名。
- ジョン・ボイル・オーレイリー（en） -- 19世紀にアイルランド独立を目指した秘密結社フィニア会（en）の会員で、アイルランドから流刑でフリーマントル刑務所に収監された。
- マーサ・レンデル（en） -- フリーマントル刑務所で唯一死刑執行された女性囚人。
- ボン・スコット – オーストラリアのロック・バンドAC/DCのメンバーの一人で、少年時代に収監されている。
- ジェームズ・ウィルソン（en) – フィニア会のメンバーの1人。
- ジョン・バトン（en） -- 大量殺人の冤罪を着せられて収監。
- バーニー兄弟（en） -- 連続殺人犯。